# Specialist
Specialist è un singolo del rapper italiano Ensi, pubblicato il 17 settembre 2020.